# Venustaconcha
Venustaconcha är ett släkte av musslor. Venustaconcha ingår i familjen målarmusslor.
Kladogram enligt Catalogue of Life:
| Venustaconcha | \| \| Venustaconcha ellipsiformis \| \| \| \| \| \| Venustaconcha pleasi \| \| \| \| \| \| Venustaconcha pleasii \| \| \| \| |
|               | \| \| Venustaconcha ellipsiformis \| \| \| \| \| \| Venustaconcha pleasi \| \| \| \| \| \| Venustaconcha pleasii \| \| \| \| |
|               | Venustaconcha ellipsiformis                                                                                                  |
|               | |
|               | Venustaconcha pleasi |
|               | |
|               | Venustaconcha pleasii |
|               | |